# Нічні ігри
«Нічні ігри» (англ. Game Night, українською означає «Ігровий вечір») — детективна стрічка про друзів, які в черговий раз взяли участь у рольовій грі та на цей раз їм доведеться розслідувати справжній злочин.
Студія Warner Bros. Pictures випустила фільм 22 лютого 2018 року. Він отримав комерційний успіх, зібравши 117 мільйонів доларів у всьому світі та отримав схвалення від критиків за оригінальність, гумор, сценарій та акторську гру. Джессі Племенс був номінований на премію Товариства кінокритиків Детройта за найкращу чоловічу роль другого плану.

## Сюжет
Енні та Макс обожнюють ігри. Цього разу вони беруть участь у детективній грі. Організацією постановки займався брат Макса, Брукс. Перша пара, виконає усе правильно — отримає розкішний автомобіль. Брукса викрадають і пари активно беруться за розгадування підказок. Але згодом шестеро гравців розуміють, що вони залучені у справжню кримінальну справу.
Енні та Макс хочуть врятувати Брукса. Вони дізнаються ім'я замовника та вирушають до нього. Пара викрадає необхідне яйце Фаберже, але розбиває його. У ньому був список імен, розуміючи наміри викрадачів. Брукса вдається врятувати, зупинивши літак. Через кілька місяців Бруксу вдається продати список та ще й отримати кошти з кожного, хто був у ньому.

## У ролях
| Актор            | Роль             |
| ---------------- | ---------------- |
| Джейсон Бейтман  | Макс             |
| Рейчел Мак-Адамс | Енні             |
| Кайл Чендлер     | Брукс            |
| Біллі Магнуссен  | Раян             |
| Ламорн Морріс    | Кевін            |
| Кайлі Банбері    | Мішель           |
| Шерон Горган     | Сара             |
| Джеффрі Райт     | агент ФБР        |
| Джессі Племенс   | Гері             |
| Денні Г'юстон    | Дональд Андертон |
| Майкл Голл       | болгар           |
| Челсі Перетті    | Гленда           |

## Створення фільму

### Виробництво
Зйомки фільму розпочались у кінці березня в Атланті, Джорджія.

### Знімальна група
- Кінорежисери — Джон Френсіс Делі, Джонатан Голдстейн
- Сценарист — Марк Перес
- Кінопродюсери — Джейсон Бейтман, Джон Девіс, Джон Фокс
- Кінооператор — Беррі Пітерсон
- Кіномонтаж — Джеймі Гросс, Грегорі Плоткін
- Композитор — Кліфф Мартінес
- Художник-постановник — Майкл Коренбліт
- Художник по костюмах — Дебра Мак-Гваєр
- Підбір акторів — Річ Деліа[6].

## Сприйняття
Фільм отримав позитивні відгуки. На сайті Rotten Tomatoes оцінка стрічки становить 83 % на основі 192 відгуки від критиків (середня оцінка 6,8/10) і 80 % від глядачів із середньою оцінкою 3,9/5 (7 285 голосів). Фільму зарахований «свіжий помідор» від кінокритиків та «попкорн» від глядачів, Internet Movie Database — 7,0/10 (80 056 голосів), Metacritic — 66/100 (40 відгуків критиків) і 7,1/10 (200 відгуків від глядачів).